# Norrlandet, Västerviks kommun
För andra betydelser, se Norrlandet (olika betydelser).

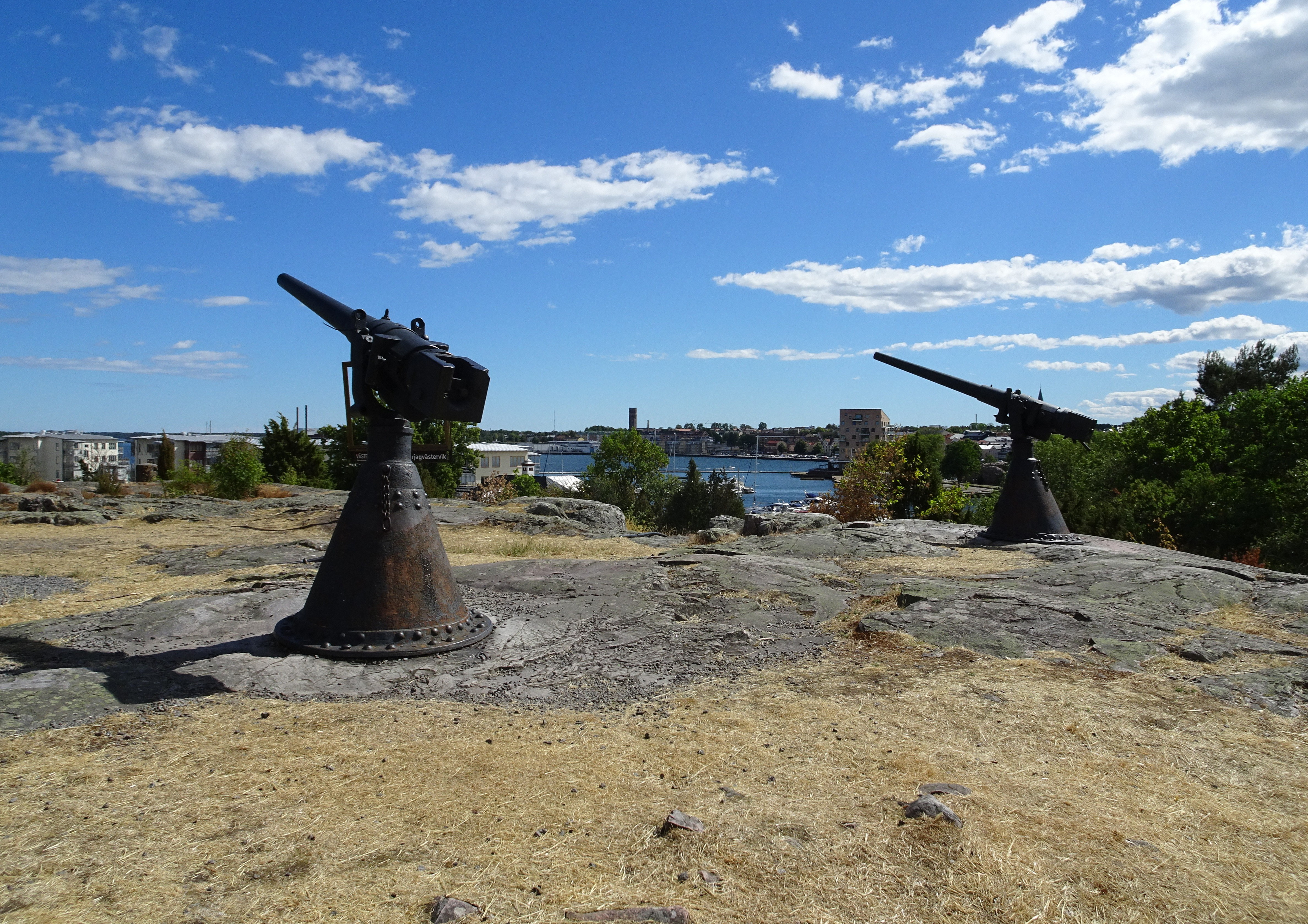
Kulbacken med kanoner och utsikt över Västervik, juni 2018.

Norrlandet är en cirka 20 km lång och cirka 0,5–3 km bred halvö i Lofta socken, Västerviks kommun, belägen mellan fjärden Gudingen i öst och Gamlebyviken i väst. Halvön nås från centrala Västervik via en vägbank mellan Slottsholmen och Kulbacken. 
I halvöns norra del ligger bl.a. slottet Casimirsborg och naturreservaten Segersgärde och Kvarntorpet. I den södra delen återfinns Piperskärr, Grantorpet, Vitudden, Ekhagen, Tändstickan och Kulbacken. Den sydligaste delen av halvön, som avskiljts genom grävandet av Gränsö kanal, är Gränsö (i Loftahammars socken). 
Inom Västerviks tätort ligger kullen Kulbacken. Där finns Västerviks museum, Unos torn och en restaurang. På backen, som är Västerviks högsta naturliga punkt, står två kanoner som satt på ett ryskt torpedfartyg under rysk-japanska kriget 1904–05.